# کوریگین، استرالیای غربی
کوریگین (به انگلیسی: Corrigin) یک شهرک در استرالیا است که در ویتبلت واقع شده‌است.